# François Mettoux
Pour les articles homonymes, voir Mettoux.
François Mettoux est né à Saint-Étienne-de-Fursac en Creuse le 20 octobre 1837 et y est décédé le 13 novembre 1915.
Il fut instituteur à l'école de Saint-Étienne-de-Fursac dont il fut le maire de 1896 à 1900. Il écrivit de nombreuses poésies et raconta les légendes locales. Il collabora au Marchois, à l'Annuaire Richet, à la Semaine religieuse. Ses poésies en limousin ont été rééditées en occitan normalisé par J.-P. Baldit en 1978 (Escola occitana d'estiu).

## Note
1. ↑  A. Carriat, Dictionnaire des auteurs creusois, p. 350.